# Tyršova (Plzeň)
Tyršova ulice v Plzni spojuje ulice Jízdecká, Pražská, U Prazdroje a Sirková. Nazvána je podle zakladatele sportovní organizace Sokola Miroslava Tyrše. Základna Sokola stojí u Tyršovy ulice, ale katastrálně spadá do Štruncových sadů. Je rovnoběžná s ulicí Sady 5. května. Vstupuje do ní ulice Pallova a Štruncovy sady. Ulice je překlenuta 3 mostními prvky: mostem Generála Pattona, mostem v Roosveltově ulici a lávkou ze Sadů 5. května do parkovacího domu v Truhlářské ulici. Veřejnou dopravu zajišťuje autobusová stanice Na Rychtářce. V ústí ulice do ulic U Prazdroje, Sirková a Pražská je ulice vedena po mostě přes řeku Radbuzu. Za německé okupace nesla název Obcizna. Tato ulice je význačná svým velkým automobilovým provozem.

## Galerie

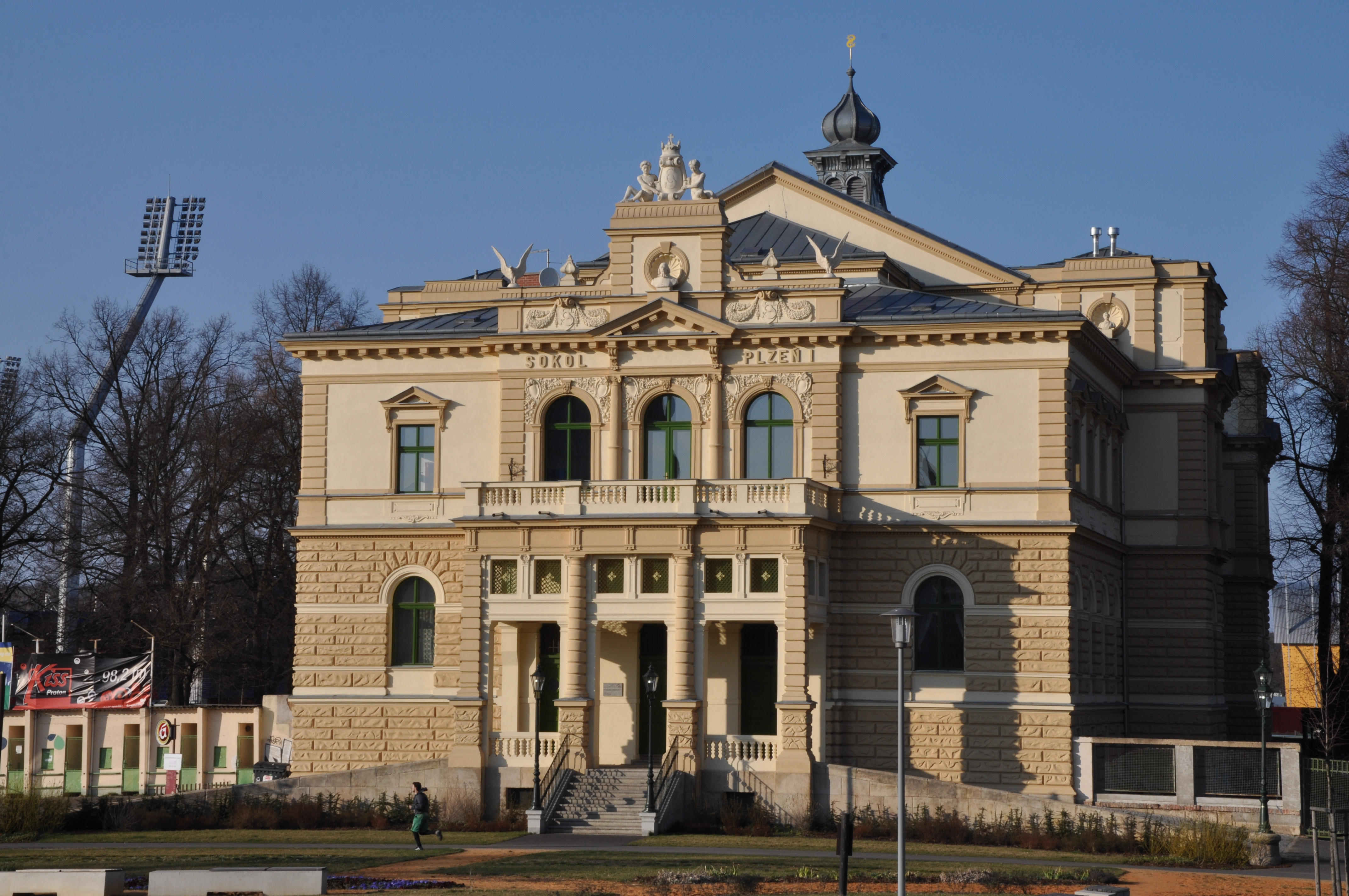
Sokolovna
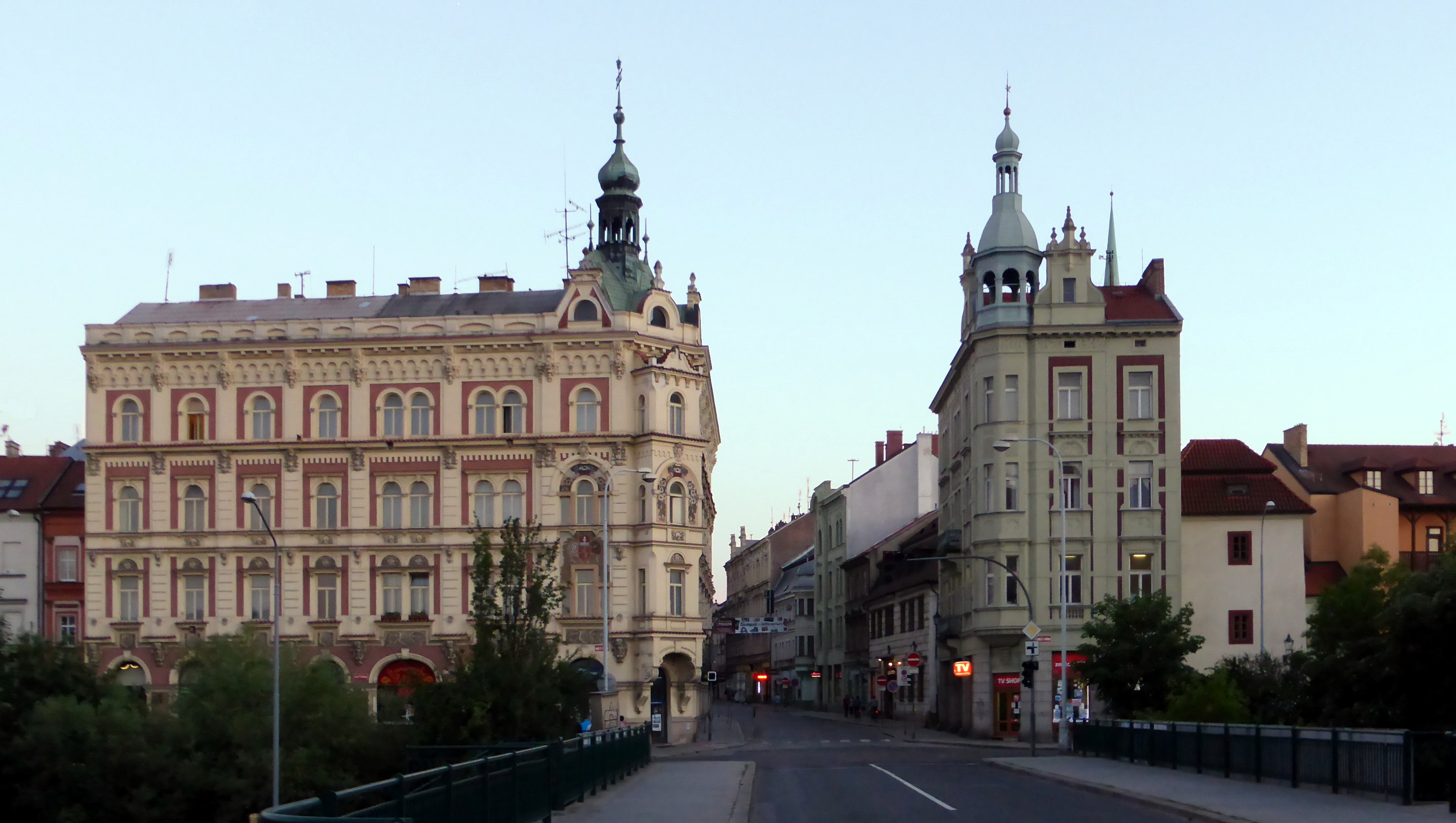
Most přes Tyršovu ulice v Roosveltově ulici, pohled směrem do centra